# روبن نيكلسون
روبن نيكلسون (بالإنجليزية: Robin Nicholson)‏ هو مهندس بريطاني، ولد في 12 أغسطس 1934.